# Societat de les Quatre Mares
La Societat de les Quatre Mares és una organització religiosa, política i tradicionalista dels creeks, cherokees, choctaws i chickasaws, així com els natchez registrats en aquestes tribus, a Oklahoma. Es va formar com un moviment d'oposició a les polítiques d'assignació de la Comissió Dawes i diverses lleis del Congrés dels Estats Units a la dècada de 1890. La societat és de naturalesa religiosa i s'oposà a la parcel·lació perquè en dividir les terres tribals trencaven les comunitats tribals i perquè les terres «sobrants» eren confiscades i posades a disposició dels no nadius.

## Antecedents
Amb l'aprovació de la Llei de Curtis el 1898 i la Llei de Dawes, la parcel·lació va esdevenir la política oficial i els diferents governs de les tribus es van veure obligats a parcel·lar la terra. El fet que els governs existents trencaren la terra va ser considerat un ultratge per molts dels membres de les Societats de les Quatre Mares. Chitto Harjo va establir un nou govern creek a Henryetta, que va ser reconegut com a govern legítim per molts dels creeks. El 1900 es va celebrar una reunió als monticles cerimonials Hickory on es va declarar que Pleasant Porter i el seu govern havien violat la Constitució Creek de 1867. Van declarar el govern de Porter no vàlid i declararen Harjo nou cap principal.
A més d'oposar-se obertament a la parcel·lació, les Societats de les Quatre Mares mantenen grups cerimonials per a stomp dance, jocs de stickball, festes, trobades, i cerimònies. A la fi de la dècada de 1980 hi havia almenys un camp de dansa entre els chickasaws i un altre entre els cherokees. Avui hi ha nombroses Societats de les Quatre Mares arreu de l'est d'Oklahoma.